# O Chamado (álbum de Jorge Camargo)
O Chamado é um álbum de estúdio do cantor brasileiro Jorge Camargo, lançado em janeiro de 2000 de forma independente.
O disco recebeu arranjos de Nelson Bomilcar e Maurício Caruso e foi produzido na intenção, de Jorge, em contribuir para o Projeto Angola 2001. Segundo o cantor, todos os músicos que participaram da gravação doaram seus honorários.
O álbum conquistou avaliações favoráveis da crítica e foi eleito o 28º melhor disco da década de 2000, de acordo com lista publicada pelo Super Gospel.

## Faixas
1. "Eu Vou"
2. "Integridade"
3. "Legado"
4. "Expressão do Sentimento"
5. "O Chamado"
6. "Transformação"
7. "Amor Incondicional"
8. "Por Isso Reina (O Rei da Glória)"
9. "Privilégio"
10. "Última Palavra"
11. "Entrega"
12. "Angola (Incidental)"